# Kaôh Tang
Kaôh Tang är en ö i Kambodja.   Den ligger i provinsen Sihanoukville, i den sydvästra delen av landet, 240 km sydväst om huvudstaden Phnom Penh. Arean är 5,8 kvadratkilometer.
Terrängen på Kaôh Tang är platt. Öns högsta punkt är 114 meter över havet. Den sträcker sig 6,4 kilometer i nord-sydlig riktning, och 3,7 kilometer i öst-västlig riktning.